# Ignacy Fido
Ignacy Fido (ur. ok. 1846, zm. 27 maja 1923 w Sanoku) – polski sędzia, c. k. radca dworu.

## Życiorys
Urodził się około 1846. W okresie zaboru austriackiego wstąpił do służby krajowej. Od około 1873 do około 1874 figurował na liście urzędników c. k. starostw jako prowizorycznym adjunktem konceptowym w C. K. Namiestnictwie we Lwowie. Następnie przeszedł do służby sądowniczej od około 1873 do około 1874 był auskultantem w C. K. Sądzie Obwodowym w Złoczowie. Potem został zatrudniony w C. K. Sądzie Powiatowym w Mielnicy, gdzie od około 1874 był auskultantem, od około 1875 do około 1881 adjunktem i jednocześnie sędzią dla spraw drobnych. Następnie, od około 1881 był adjunktem w C. K. Sądzie Powiatowym w Brzeżanach, od około 1884 do około 1889 w C. K. Sądzie Obwodowym w tym mieście. Od około 1889 do około 1896 był sędzią w C. K. Sądzie Powiatowym w Rohatynie. Od około 1896 do około 1902 był radcą w C. K. Sądzie Obwodowym w Przemyślu. Jednocześnie w tym latach pełnił funkcję asesora w tamtejszym C. K. Sądzie Powiatowym dla Spraw Dochodów Skarbowych. 
Od około 1902 do około 1905 był wiceprezydentem C. K. Sądu Obwodowego w Brzeżanach, od około 1903 wiceprezydentem C. K. Sądu Obwodowego w Kołomyi. Stamtąd około 1906 w charakterze radcy dworu został przydzielony do C. K. Sądu Najwyższego i Kasacyjnego w Wiedniu (K. K. Oberster Gerichts- und Kassationshof in Wien) i pracował tam w kolejnych latach. U kresu istnienia monarchii Austro-Węgier pod koniec I wojny światowej (1917/1918) był drugim w kolejności na liście radców dworu w Sądzie Najwyższym i otrzymał w tym czasie tytuł i charakter prezydenta senatu. Podczas pracy w Wiedniu jednocześnie od około 1913 był tam członkiem ławnikiem w C. K. Sądzie Najwyższym w Sprawach Dochodów Skarbowych (K. K. Oberstes Gefälls-Gericht) jako wyznaczony z C. K. Sądu Najwyższego.
Zmarł 27 maja 1923 w Sanoku w wieku 77 lat. Został pochowany na cmentarzu przy ul. Rymanowskiej w Sanoku 28 maja 1923. Od około 1885 był żonaty z Teodorą z domu Mossor. W Sanoku do końca życia żył także Paweł Mossor (1831-1924), także radca dworu w wiedeńskim Sądzie Najwyższym.

## Odznaczenia
austro-węgierskie
- Krzyż Kawalerski Orderu Leopolda (1913)[24]
- Medal Honorowy za Czterdziestoletnią Wierną Służbę (przed 1913)[18]
- Medal Jubileuszowy Pamiątkowy dla Cywilnych Funkcjonariuszów Państwowych (przed 1905)[25]
- Krzyż Jubileuszowy dla Cywilnych Funkcjonariuszów Państwowych (przed 1909)[16]